# Storyville
Storyville foi uma banda texana de blues-rock formada em 1994, e que ficou em atividade até 2000.
A canção “Born Without You” alcançou a posição #28 da parada de sucesso "Billboard’s Mainstream Rock Chart" em 1998.
Ganharam vários prêmios da revista "The Austin Chronicles": Best New Band (1992-93) Melhor banda de blues (1997-98 e 1998-99); Melhor Banda de Rock (1994-95, 1996-97, 1997-98 e 1998-99); Melhor Banda de Soul-music (1994-95 e 1995-96) e Banda do Ano (1994-95, 1996-97, 1997-98 e 1998-99).

## Membros
- Malford Milligan – vocais
- David Grissom – guitarras/back-vocal
- David Holt - guitarras/back-vocal
- Tommy Shannon – baixo
- Chris Layton – baterias

## Discografia
| Ano  | Álbum                | Gravadora          | Desempenho nas Paradas Musicais |
| ---- | -------------------- | ------------------ | ------------------------------- |
| 1994 | Bluest Eyes          | November Records   |                                 |
| 1996 | A Piece Of Your Soul | Atlantic Records   | U.S. Blues #5                   |
| 1998 | Dog Years            | Atlantic Records   | U.S. Heatseekers #47            |
| 2007 | Live At Antones      | Storyville Records |                                 |